# خذروف الحظ
خُذروف الحظّ هو نوع من الخذاريف شائع جداً في ألعاب القمار. له جسم متعدد الأضلاع مميز بأحرف أو أرقام تشير إلى نتيجة كل دورة.